# Липовка (Спас-Деменський район)
Липовка (рос. Липовка) — присілок в Спас-Деменському районі Калузької області Російської Федерації.
Населення становить 0 осіб. Входить до складу муніципального утворення Село Буднянський.

## Історія
Від 2004 року входить до складу муніципального утворення Село Буднянський

## Населення
| 2002 | 2007 | 2010 |
| ---- | ---- | ---- |
| 3    | →3   | ↘0   |